# 神姬
神姬，是日本純種競賽馬匹。生涯活躍於一哩賽事，曾勝出2023年府中牝馬錦標，亦於同年的維多利亞一哩賽跑獲殿軍。

## 出賽前
2018年2月24日出生於北海道安平町北部牧場，所有權歸於母系馬主佐佐木主浩旗下。
其後交由栗東訓練中心練馬師友道康夫訓練。

## 競賽生涯

### 3歲
2021年5月22日出戰中京競馬場3歲未勝利戰，保持在先頭部隊之中推進下在直路開始加速上前，迅速超越前方賽駒下以1 3/4馬位優勢取得勝利。
其後在三場一捷馬戰中分別取得第三、第二及第三後，在12月縮程至1600米賽事作賽，在直路上成功壓制後方衝刺的對手，取得第二場勝利。

### 4歲
2022年上半年時間繼續出戰班賽，在三戰之中成功取得兩長勝利，晉級至公開賽事組別。
5月首次挑戰一級賽維多利亞一哩賽，但在其中以第十一落敗，8月出戰關屋紀念作為調整亦以第十三慘敗。
秋季未有繼續出戰賽事，而是進入休養。

### 5歲
2023年首戰為1月的公開賽睦月錦標，雖然賽前為第一人氣大熱，但在直路上過於均速下未能施加壓力予其他對手，最終以第四落敗。
其後出戰京都牝馬錦標及阪神牝馬錦標均未能跑出優秀的表現，均以兩位數人氣完賽。
5月14日再度挑戰維多利亞一哩賽，由於此前的大敗在賽前為尾二的第十五人氣。比賽開始後，其選擇保持在隊伍後方第十三左右等待時機，在彎道處稍微發力上前。進入直路後，其迅速在外檔位置展開加速，轟出後600米33.1秒的恐怖末腳下不斷超越其他對手，最終僅敗於上位實力馬前人足跡、純淨之輝及星映天下取得第四。
稍為休養後在7月出戰中京紀念，繼續採取後上戰術下在直路不斷追擊前方對手，可惜始終未能威脅領放馬Selberg下以1 1/2馬位落敗。
1個月後以關屋紀念作為目標，比賽初段稍為採取前置戰術下在直路上從馬群中衝出，表現不俗下一度取得領先，但在最後關頭被衝刺的圓夢超越下再度取得第二。
秋季選擇出戰府中牝馬錦標，本次比賽一反常態下在出閘後便迅速搶佔位置，同時展開領放帶領後方賽駒，做出前1000米60.0秒的平穩步速。進入直路後，其仍然未有力弱的跡象，繼續在內欄位置堅守優勢下在最後關頭成功抵擋醒赤驥的壓力，以鼻位優勢取得勝利。
11月乘勢出戰女皇伊利沙伯二世盃，比賽中重拾居中戰術，在直路上迅速在外檔取位加速，但未能順利衝刺下跑獲第七。
12月選擇遠征香港出戰香港一哩錦標，但無法發揮實力下最終以第十一大敗。

### 6歲
2024年3月24日出戰退役戰高松宮紀念，比賽初段保持在中後方位置推進，但在直路上受到爛地影響下未能順利追趕前方對手，最終以第十一落敗。
賽後按照計劃退役，並在3月28日取消日本中央競馬會的賽駒註冊。

### 詳細賽績
| 日期       | 舉辦國家/地區 | 馬場 | 距離   | 級別 | 賽事名稱           | 負重 | 騎師     | 馬號 | 出馬 | 名次 | 時間    | 頭馬（二馬）      |
| ---------- | ------------- | ---- | ------ | ---- | ------------------ | ---- | -------- | ---- | ---- | ---- | ------- | ----------------- |
| 22/5/2021  | 日本          | 中京 | 草2000 |      | 3歲未勝利          | 54   | 岩田望來 | 2    | 11   | 1    | 2:01.8  | （Win Librement） |
| 19/6/2021  | 日本          | 阪神 | 草2000 |      | 3歲以上一捷馬      | 52   | 岩田望來 | 5    | 8    | 3    | 2:03.0  | Jackal            |
| 18/9/2021  | 日本          | 中京 | 草2200 |      | 金山特別           | 52   | 川田將雅 | 4    | 13   | 2    | 2:12.8  | 偉帝皇            |
| 17/10/2021 | 日本          | 阪神 | 草2000 |      | 3歲以上一捷馬      | 53   | 川田將雅 | 8    | 8    | 3    | 2:02.9  | 野田夢者          |
| 12/12/2021 | 日本          | 中京 | 草1600 |      | 3歲以上一捷馬      | 54   | 西村淳也 | 2    | 16   | 1    | 1:34.0  | （決志驕驥）      |
| 5/1/2022   | 日本          | 中京 | 草1600 |      | 4歲以上兩捷馬      | 54   | 杜滿樂   | 6    | 10   | 1    | 1:35.3  | （俊彥茶座）      |
| 20/2/2022  | 日本          | 阪神 | 草1600 |      | 武庫川錦標         | 55   | 藤岡佑介 | 5    | 9    | 6    | 1:35.8  | Shirley Poppy     |
| 19/3/2022  | 日本          | 中京 | 草1600 |      | 豐橋錦標           | 55   | 吉田隼人 | 1    | 16   | 1    | 1:34.3  | （Wrightia）      |
| 15/5/2022  | 日本          | 東京 | 草1600 | GI   | 維多利亞一哩賽     | 55   | 武豐     | 6    | 18   | 11   | 1:32.9  | 純淨之輝          |
| 14/8/2022  | 日本          | 新潟 | 草1600 | GIII | 關屋紀念           | 54   | 武豐     | 11   | 14   | 13   | 1:34.4  | 紅瑪瑙            |
| 21/1/2023  | 日本          | 中京 | 草1600 | OP   | 睦月錦標           | 55   | 福永祐一 | 9    | 9    | 4    | 1:34.7  | 飛迅神王          |
| 18/2/2023  | 日本          | 阪神 | 草1400 | GIII | 京都牝馬錦標       | 55   | 坂井瑠星 | 2    | 18   | 10   | 1:21.0  | 嬌倩              |
| 8/4/2023   | 日本          | 阪神 | 草1600 | GII  | 阪神牝馬錦標       | 55   | 池添謙一 | 12   | 12   | 12   | 1:35.3  | 活快美韻          |
| 14/5/2023  | 日本          | 東京 | 草1600 | GI   | 維多利亞一哩賽     | 56   | 杜滿萊   | 13   | 16   | 4    | 1:32.4  | 前人足跡          |
| 23/7/2023  | 日本          | 中京 | 草1600 | GIII | 中京紀念           | 54   | 杜滿萊   | 11   | 16   | 2    | 1:33.3  | Selberg           |
| 13/8/2023  | 日本          | 新潟 | 草1600 | GIII | 關屋紀念           | 55   | 杜滿萊   | 1    | 17   | 2    | 1:32.2  | 圓夢              |
| 14/10/2023 | 日本          | 東京 | 草1800 | GII  | 府中牝馬錦標       | 55   | 杜滿萊   | 7    | 13   | 1    | 1:46.1  | （醒赤驥）        |
| 12/11/2023 | 日本          | 京都 | 草2200 | GI   | 女皇伊利沙伯二世盃 | 56   | 杜滿萊   | 6    | 15   | 7    | 2:13.0  | 寬道路            |
| 10/12/2023 | 香港          | 沙田 | 草1600 | GI   | 香港一哩錦標       | 55   | 杜滿樂   | 14   | 14   | 11   | 1:35.22 | 金鎗六十          |
| 24/3/2024  | 日本          | 中京 | 草1200 | GI   | 高松宮紀念         | 56   | 杜滿萊   | 15   | 18   | 11   | 1:10.2  | 消暑樂祭          |

## 退役後
退役後，神姬成為了配種馬，於北海道安平町北部牧場休養，在2024年配種。首匹子嗣於2025年出生，可於2027年出賽。

## 血統簡介
父系滿樂時為日本賽駒，生涯戰績彪炳，於一哩及中距離賽均有表現，曾勝出香港一哩錦標、香港盃及秋季天皇賞等六項一級賽。祖父銀幕英雄亦是日本賽駒，生涯戰績不俗，曾勝出一級賽日本盃。
母系極峰為日本賽駒，生涯戰績優秀，曾連霸維多利亞一哩賽，同時在雌馬三冠賽事中均取得亞軍。外祖父大震撼亦是日本賽駒，爲日本賽馬史上第二匹無敗三冠馬，生涯出戰十四場賽事僅得兩場未能勝出，退役後配種成績亦極爲優秀。

### 血統表
| 父線：雷弼圖系（Hail to Reason系）                                 |                               |                 |                |
| 種馬 滿樂時 2011年（棗色）                                         | 銀幕英雄 2004年（栗色）       | 草上飛          | Silver Hawk    |
| 種馬 滿樂時 2011年（棗色）                                         | 銀幕英雄 2004年（栗色）       | 草上飛          | Ameriflora     |
| 種馬 滿樂時 2011年（棗色）                                         | 銀幕英雄 2004年（栗色）       | Running Heroine | 週日寧靜       |
| 種馬 滿樂時 2011年（棗色）                                         | 銀幕英雄 2004年（栗色）       | Running Heroine | Dyna Actress   |
| 種馬 滿樂時 2011年（棗色）                                         | Mejiro Frances 2001年（棗色） | 嘉年傑          | 鞍匠井         |
| 種馬 滿樂時 2011年（棗色）                                         | Mejiro Frances 2001年（棗色） | 嘉年傑          | Detroit        |
| 種馬 滿樂時 2011年（棗色）                                         | Mejiro Frances 2001年（棗色） | Mejiro Monterey | Mogami         |
| 種馬 滿樂時 2011年（棗色）                                         | Mejiro Frances 2001年（棗色） | Mejiro Monterey | Mejiro Quincey |
| 繁殖雌馬 極峰 2009年（黑色）                                       | 大震撼 2002年（棗色）         | 週日寧靜        | Halo           |
| 繁殖雌馬 極峰 2009年（黑色）                                       | 大震撼 2002年（棗色）         | 週日寧靜        | Wishing Well   |
| 繁殖雌馬 極峰 2009年（黑色）                                       | 大震撼 2002年（棗色）         | 風中秀髮        | Alzao          |
| 繁殖雌馬 極峰 2009年（黑色）                                       | 大震撼 2002年（棗色）         | 風中秀髮        | Burghclere     |
| 繁殖雌馬 極峰 2009年（黑色）                                       | Halwa Sweet 2001年（栗色）    | Machiavellian   | 淘金者         |
| 繁殖雌馬 極峰 2009年（黑色）                                       | Halwa Sweet 2001年（栗色）    | Machiavellian   | Coup de Folie  |
| 繁殖雌馬 極峰 2009年（黑色）                                       | Halwa Sweet 2001年（栗色）    | Halwa Song      | 雷利耶夫       |
| 繁殖雌馬 極峰 2009年（黑色）                                       | Halwa Sweet 2001年（栗色）    | Halwa Song      | Morn of Song   |
| 雌系：Glorious Song系（號族：12-c）                                |                               |                 |                |
| 五代內近親交配：週日寧靜 4×3、Halo 5×4×5、北地舞人 5×5、利法爾 5×5 |                               |                 |                |

## 命名由來
名字Divina（ディヴィーナ）於西班牙語中，意思為「神聖」，香港則翻譯為「神姬」。

## 外部連結
- 神姬 netkeiba.com
- 血統表